# Borys Romantchenko
Borys Tymofiovytch Romantchenko (en ukrainien : Борис Тимофійович Романченко), né le 20 janvier 1926 à Bondari et mort le 18 mars 2022 à Kharkiv, est un survivant des camps de concentration allemands de Buchenwald, Peenemünde, Dora et Bergen-Belsen.

Il est tué lors de l'invasion russe de l'Ukraine en 2022,,,.

## Biographie
À 16 ans, Romanchenko est déporté à Dortmund en Allemagne nazie, où il doit effectuer des travaux forcés dans une mine de charbon. Après une tentative d'évasion ratée, il est interné au camp de concentration de Buchenwald. Plus tard, il est contraint de travailler dans la production de fusées V-2 à Peenemünde. Il est transféré au camp de concentration de Mittelbau-Dora et finalement libéré au camp de concentration de Bergen-Belsen. De retour chez lui, il étudie à Kharkiv.
Le 12 avril 2015, il s'exprime sur le site de l'ancien camp de concentration de Buchenwald, citant le Serment de Buchenwald en russe : "Наш идеал — построить новый мир мира и свободы" ("Notre idéal est de construire un nouveau monde de paix et de liberté").
En mars 2022, sa petite-fille Ioulia Romantchenko déclare qu'il y a eu des bombardements dans la région et qu'elle s'est rendue chez lui, où tout était complètement incendié. Le ministre ukrainien des Affaires étrangères, Dmytro Kouleba, a commenté sur Twitter :

« Un crime indescriptible. A survécu à Hitler, assassiné par Poutine. »

## Hommages
La ville de Leipzig en Allemagne renommera la rue où réside l'ambassade de Russie en l'honneur de Romantchenko en « Boris-Romantschenko-Straße ».